# Таяма Хірокацу
Хірокацу Таяма (яп. 田山 寛豪, Tayama Hirokatsu); 12 листопада 1981, префектура Ібаракі, Японія) — японський тріатлоніст. Учасник чотирьох Олімпіад.

## Біографічні відомості
На Олімпійських іграх в Афінах і Лондоні входив до двадцятки найсильніших тріатлоністів планети. Також виступав на турнірах у Пекіні і Ріо-де-Жанейро. Дворазовий чемпіон Азії. У перше десятиліття 21 ст. його основними конкурентами на континентальних першостях були представники Казахстану Данило Сапунов і Дмитро Гааг. Багаторазовий переможець і призер на етапах Кубка Азії. Найкраще місце на чемпіонатах світу — 9-те (2004). У грудні 2007 року став переможцем етапу Кубка світу в місті Ейлат (Ізраїль), основним конкурентом на перемогу був Володимир Полікарпенко.

## Досягнення
Кубок світу
- Перше місце (1): 2007 (Ейлат, Ізраїль)

Чемпіонат Азії
- Перше місце (2): 2006, 2016
- Друге місце (3): 2007, 2009, 2012
- Третє місце (1): 2004

Азійські ігри
- Друге місце (1): 2014

Азійські пляжні ігри
- Перше місце (1): 2014

Кубок Азії:
- Перше місце (4): 2005 (Сітігахама, Японія), 2013 (Муракамі), 2014 (Гамагорі), 2017 (Муракамі)
- Друге місце (5): 2003 (Міякі, Японія), 2005 (Токіо), 2009 (Седнай), 2013 (Амакуса), 2015 (Гамагорі)
- Третє місце (3): 2003 (Токіо), 2015 (Муракамі), 2016 (Гамагорі)

Панамериканський кубок
- Перше місце (1): 2011 (Сантьяго, Чилі)
- Друге місце (1): 2011 (Вальпараїсо, Чилі)

## Статистика
| Дата | Назва турніру    | Місце | Очки (час) | Примітки |
| ---- | ---------------- | ----- | ---------- | -------- |
| 2003 | Чемпіонат світу  | 20    | 01:57:11   |          |
| 2004 | Чемпіонат світу  | 9     | 01:41:49   |          |
|      | Олімпійські ігри | 13    | 01:53:28   |          |
| 2005 | Чемпіонат світу  | 49    | 01:55:12   |          |
| 2006 | Чемпіонат світу  | 22    | 01:54:35   |          |
| 2007 | Чемпіонат світу  | 20    | 01:45:08   |          |
| 2008 | Чемпіонат світу  | 18    | 01:51:06   |          |
|      | Олімпійські ігри | 48    | 01:56:12   |          |
| 2009 | Світова серія    | 31    | 857        |          |
| 2010 | Світова серія    | 148   | 36         |          |
| 2011 | Світова серія    | 68    | 367        |          |
| 2012 | Олімпійські ігри | 20    | 01:49:24   |          |
|      | Світова серія    | 27    | 1529       |          |
| 2013 | Світова серія    | 68    | 374        |          |
| 2014 | Світова серія    | 39    | 825        |          |
| 2015 | Світова серія    | 111   | 182        |          |
| 2016 | Олімпійські ігри | —     | LAP        |          |
|      | Світова серія    | 160   | 45         |          |